# Crystal Langhorne
Crystal Allison Langhorne (Queens, New York, 27 oktober 1986) is een Amerikaanse professionele basketbalspeelster die speelde voor de Washington Mystics en de Seattle Storm in de Women's National Basketball Association (WNBA). Ze werd als eerste gekozen door Washington in de WNBA draft 2008. Ze is ook geselecteerd voor twee WNBA All-Star-teams.
1 Crystal Langhorne · 
2 Mercedes Russell · 
3 Courtney Paris · 
6 Natasha Howard · 
10 Sue Bird · 
22 Jordin Canada · 
23 Kaleena Mosqueda-Lewis · 
24 Jewell Loyd · 
30 Breanna Stewart · 
32 Alysha Clark · 
33 Sami Whitcomb · 
45 Noelle Quinn · 
Coach Dan Hughes
0 Ezi Magbegor · 
1 Crystal Langhorne · 
2 Mercedes Russell · 
3 Morgan Tuck · 
6 Natasha Howard · 
10 Sue Bird · 
11 Epiphanny Prince · 
21 Jordin Canada · 
24 Jewell Loyd · 
30 Breanna Stewart · 
32 Alysha Clark · 
33 Sami Whitcomb · 
Coach Gary Kloppenburg